# Mantidactylus paidroa
Espèce
Mantidactylus paidroa est une espèce d'amphibiens de la famille des Mantellidae.

## Répartition
Cette espèce est endémique de Madagascar. Elle ne se rencontre que dans le parc national de Ranomafana.

## Description
Les 2 spécimens mâles adultes observés lors de la description originale mesurent entre 22,0 mm et 22,3 mm de longueur standard et le spécimen femelle adulte observé lors de la description originale mesure 27,0 mm de longueur standard.

## Étymologie
Le nom spécifique paidroa vient du malgache paika, les notes de musiques, et de roa, double, en référence au chant typique de cette espèce.

## Publication originale
- Bora, Ramilijaona, Raminosoa & Vences, 2011 : A new species of Mantidactylus (subgenus Chonomantis) from Ranomafana National Park, eastern Madagascar (Amphibia, Anura, Mantellidae). Zootaxa, no 2772, p. 52-60 (texte intégral).